# Podocnemis vogli
Podocnemis vogli är en sköldpaddsart som beskrevs av Müller 1935. Podocnemis vogli ingår i släktet Podocnemis och familjen Podocnemididae. Inga underarter finns listade i Catalogue of Life.
Arten förekommer i Orinocoflodens avrinningsområde i Venezuela och östra Colombia.